# Zonoscope
Zonoscope è il terzo album discografico in studio del gruppo musicale australiano Cut Copy, pubblicato nel 2011.
Ha ricevuto una nomination nell'ambito dei Grammy Awards 2012 nella categoria "miglior album di musica dance/elettronica".

## Tracce
1. Need You Now – 6:09
2. Take Me Over – 5:50
3. Where I'm Going – 3:34
4. Pharaohs & Pyramids – 5:28
5. Blink and You'll Miss a Revolution – 4:17
6. Strange Nostalgia for The Future – 2:06
7. This Is All We've Got – 4:43
8. Alisa – 4:07
9. Hanging Onto Every Heartbeat – 4:37
10. Corner of the Sky – 5:29
11. Sun God – 15:05

## Formazione
Gruppo
- Dan Whitford – voce, strumenti vari
- Tim Hoey – chitarra, strumenti vari
- Bennett Foddy – basso
- Mitchell Scott – batteria